# Bernat Desclot
Bernat Desclot fue un historiador catalán, probablemente originario del vizcondado de Castellnou, Rosellón (Francia). Vivió en la segunda mitad del siglo XIII.
Escribió la segunda más antigua de las cuatro grandes crónicas de la Corona de Aragón, el Libre del Rey en Pere d'Aragó e dels seus antecessors passats, también conocida por Crónica de Bernat Desclot. Se casó con la dama de Cabrils Marta Recatalinus en el año 1256. Tuvieron siete hijos, pero más tarde se descubrió que uno de los hijos había nacido de una infidelidad que la Dama Recatalinus tuvo con otro hombre. Bernat Desclot se separó de ella. Se conservan pocos datos documentales sobre él, aunque se ha tendido a identificarle con Bernat Escrivà, personaje que por aquel tiempo ocupó diversos cargos importantes en la curia real de Pedro III de Aragón (1276-1285), la escribanía de la curia de Gandía en 1282 y el cargo de tesorero real en 1283. Llegó a ser camarero del rey Alfonso III el Liberal, y murió en 1287.
La fecha de redacción de su crónica coincidiría posiblemente con la conquista de Sicilia (1283), pero trata de hechos ocurridos entre 1137 y 1285. El historiador Coll i Alentorn divide la obra en tres secciones atendiendo a la diversa naturaleza de las fuentes documentales; una integrada por los capítulos anteriores al reinado de Jaime I de Aragón, la otra formada por los dedicados al reinado de este rey, y la tercera constituida por los del de Pedro III el Grande, que describe con tintes claramente favorables. La primera participa de la tradición juglaresca, y usa fuentes legendarias; la segunda está basada en fuentes contemporáneas, historiográficas; y en el tercero parecen consistir principalmente en recuerdos personales del autor o testigos presenciales. El estilo de Desclot como escritor es realista y a la vez épico y apasionado, llegando a la parcialidad, aunque se preocupa de depurar y contrastar sus fuentes.
Las ediciones más antiguas de su Historia de Cataluña son la de Barcelona, de 1616 y la impresa por Sancha en Madrid en 1793, esta última recoge en particular los capítulos relacionados con la invasión francesa en 285 y a la defensa emprendida por Pedro III el Grande junto a los famosos Almogávares.